# صدمة الحساسية

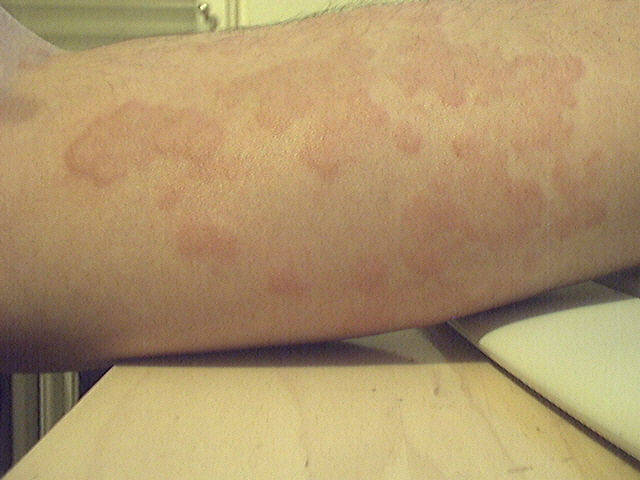
صورة لآفة الاحمرار الجلدي الناتج عن فرط الحساسية

العوار أو الإعوار أو التأق أو صدمة عصبية
أو فرط حساسية (بالإنجليزية: anaphylaxis)‏، صدمة الحساسية أو الصدمة الاستهدافية (بالإنجليزية: anaphylactic shock)‏ هي رد فعل تحسسي خطير ومميت وحالة طوارئ طبية سريعة في البداية وتتطلب عناية طبية فورية بغض النظر عن استخدام أدوية الطوارئ في الموقع. عادة ما تسبب أكثر من واحد مما يلي: طفح، حكة، وإغلاق الحلق بسبب التورم الذي يمكن أن يعرقل أو يوقف التنفس؛ وتورم اللسان الشديد الذي يمكن أن يتداخل أيضا مع التنفس أو يتوقف عنه؛ ضيق التنفس، القيء، الدوار، فقدان الوعي، انخفاض ضغط الدم، والصدمة الطبية. تبدأ هذه الأعراض عادة في دقائق إلى ساعات ثم تزداد بسرعة كبيرة إلى مستويات تهدد الحياة. مطلوب علاج طبي عاجل لمنع حدوث ضرر جسيم أو وفاة، حتى لو كان المريض قد استخدم إبينفرين أو تناول أدوية أخرى استجابة لذلك، وحتى لو بدا أن الأعراض تتحسن.
تشمل الأسباب الشائعة للحساسية لدغات الحشرات ولسعاتها، الحساسية تجاه الأطعمة - بما في ذلك المكسرات، الحليب، الأسماك، المحار، البيض، وبعض الفواكه الطازجة أو الفواكه المجففة، والحساسية للكبريتات، وبعض الأدوية. ينتج التأق أيضًا بعد التعرض للمؤرجات إما عن طريق البلع أو التماس مع سطح الجلد أو الحقن أو عبر الاستنشاق في بعض الأحيان. تتضمن الآلية إطلاق وسطاء التهابيين في سلسلة متصاعدة بسرعة من أنواع معينة من خلايا الدم البيضاء الناجمة عن آليات مناعية أو غير مناعية. يعتمد التشخيص على الأعراض والعلامات الحالية بعد التعرض لمسببات الحساسية أو المهيج المحتملة وفي بعض الحالات، رد الفعل على ممارسة الرياضة البدنية.
العلاج الأساسي للحساسية المفرطة هو حقن الأدرينالين في العضلات، السوائل الوريدية، ثم وضع الشخص «في وضع الاستلقاء مع رفع القدمين للمساعدة في استعادة تدفق الدم الطبيعي». قد تكون هناك حاجة إلى جرعات إضافية من الأدرينالين. التدابير الأخرى، مثل مضادات الهيستامين السيترويدات، مكملة. يوصى بحمل حاقن الأدرينالين الذاتي، الذي يطلق عليه عادة «إبينفرين» وتحديد الهوية فيما يتعلق بالحالة لدى الأشخاص الذين لديهم تاريخ من الحساسية المفرطة. الوصول إلى الطبيب أو المستشفى في أقرب وقت ممكن مطلوب تماما في جميع الحالات، حتى لو بدا أنه يتحسن.
في جميع أنحاء العالم، يقدر أن 0.05-2٪ من السكان يعانون من الحساسية المفرطة في مرحلة ما من الحياة. على الصعيد العالمي، نظرًا لانخفاض معدلات الإبلاغ في العقد الأول من القرن الحادي والعشرين، بدا أن المعدل آخذ في الازدياد. يحدث في كثير من الأحيان عند الشباب والإناث. الكلمة مأخودة عن اللغة اليونانية وANA تعني «ضد» أما FYLAXIA فتعني «الحماية».

## الأسباب
قد يحدث التأق بسبب أي مادة غريبة تقريبُا، ومن الأسباب الشائعة الزعاف بسبب لسعات أو لدغات الحشرات والأطعمة والدواء، ويعتبر الطعام أكثر الأسباب شيوعًا بيتن الأطفال والشباب في حين يكون الدواء ولسعات أو لدغات الحشرات أكثر شيوعًا بين البالغين، أما الأسباب الأقل شيوعًا فتشمل أسباب جسدية وعوامل بيولوجية مثل المنى واللثى والتغييرات الهرمونية، بالإضافة إلى مضافات الطعام مثل غلوتامات أخادي الصوديوم وملونات الطعام والأدوية الموضعية ، كما توجد عوامل بدنية مثل التمرينات (المعروف بالتأق الناتج عن التمرن) أو الحرارة (سواء العالية أو المنخفضة) فتلك تعتبر أسباب للتأق بسبب تأثيرهم المباشر على الخلايا البدنية ، وغالبًا ما ترتبط الحالات التي تكون سببها التمارين بعدم هضم بعض الأطعمة، ومن الأسباب الشائعة أيضًا التخدير والعقاقير المضادة لأعصاب العضلات والمضادات الحيوية واللثي، ولكن يبقى السبب غير معروف في 32-50% من الحالات وهو الذي يشار إليه ب«التأق مجهول السبب»، كما عرف أن هناك ست لقاحات تسبب التأق وهم (لقاح الحصبة والنكاف والحميراء ولقاح الحماق ولقاح الإنفلونزا ولقاح التهاب الكبد ب ولقاح التكزز ولقاح المكورات السحائية) كما قد يتسبب أيضًا فيروس الورم الحليمي البشري في الإصابة بالتأق، ونجد أن التمرين البدني سبب غير شائع للتأق، علاوة على ذلك، فنحو ثلث الحالات يوجد عامل مساعد مثل أخذ دواء لاستيرويدي مضاد للالتهاب وتناول أطعمة معينة قب التمرينات البدنية.
تشمل الأسباب الشائعة: لدغات ولسعات الحشرات، والأطعمة، والأدوية. تشمل الأسباب الأخرى: التعرض إلى اللثى والتمارين. إضافة إلى ذلك، هناك حالات قد تحدث من دون أسباب واضحة. تتضمن الآلية إطلاق وسائط من أنواع معينة من خلايا الدم البيضاء، إما بتأثير من آليات مناعية أو غير مناعية. يعتمد التشخيص على الأعراض والعلامات الموجودة بعد التعرض إلى مسبب الحساسية المحتمل.
العلاج الأولي لفرط الحساسية هو حقن إبينيفرين في العضلة، وحقن سوائل عن طريق الوريد، ووضع الشخص بشكل مستوٍ. قد يتطلب جرعات إضافية من إبينيفرين. إجراءات مكملة أخرى، مثل: مضاد الهيستامين، والستيرود. يوصى بحمل قلم إبينيفرين(ذي حقن ذاتي) وتعريف حول الحالة، وخاصة إن تعرض سابقًا إلى فرط الحساسية.
تعرض 0.05 -2 % من سكان العالم إلى فرط الحساسية في فترة من حياته. وهذه النسبة في ازدياد. وغالبًا تحدث في الأقل عمرًا والإناث. يموت 0.3% من الذين يذهبون المستشفى بسبب فرط الحساسية في الولايات المتحدة. جاء المصطلح (anaphylaxis) من اللغة الاغريقية القديمة، ويعني: (ana) ضد، و (phylaxis) الحماية.

## الأعراض والعلامات
يظهر فرط الحساسية أعراضًا مختلفة خلال دقائق أو ساعات، بالمعدل ستظهر بعد 5-30 دقيقة إن كان التعرض من خلال الوريد، وبعد ساعتين إن كان بسبب تناول الطعام. تشمل معظم المناطق المتأثرة: الجلد (80-90%)، والجهاز التنفسي (70%)، والجهاز الهضمي (30-45%)، الجهاز القلبي الوعائي (10-45%)، والجهاز العصبي المركزي (10-15%) وعادة تظهر الأعراض على جهازين من الجسم أو أكثر.

### الجلد
وعادة، تشمل الأعراض في النسيج المصاب: الشرى (أحد أنواع الطفح الجلدي) أو الحكة أو التورد (ميل لون الجسم إلى اللون الوردي) أو التورم (الوذمة الوعائية). قد يصف المصابون بالوذمة الوعائية الإحساس بحرقة في الجلد أكثر منه حكة. يحدث تورم اللسان أو الحنجرة في 20% من الحالات. قد تشمل خصائص أخرى، مثل: الرشح وتورم الملتحمة. وقد يكون لون الجلد أزرق بسبب نقص الاكسجين.

### الجهاز التنفسي
قد تظهر علامات وأعراض على الجهاز التنفسي، وتشمل: ضيق النفس، والأزيز (التنفس مع صفير)، الصرير (التنفس بنبرة عالية). وعادةً يكون الأزيز بسبب تشنجات في عضلات الشعب الهوائية، بينما يرتبط الصرير بانسداد الجزء العلوي من المجرى الهوائيّ نتيجة عملية البلع. وقد يحدث أيضًا بحة في الصوت أو ألم عند البلع أو الكحة.

### الجهاز القلبي الوعائي
قد يحدث تشنج الشريان التاجي؛ وينتج عنه احتشاء عضلة القلب (نوبة قلبية) أو اضطراب النظم القلبي أو توقف القلب. وترتفع نسبة خطر حدوث الآثار القلبية بسبب فرط الحساسية عند الذين لديهم أمراض الشريان التاجي سابقًا. يرتبط تشنج الشريان التاجي بالخلايا المُطلِقة للهستامين في القلب. بينما يحدث زيادة سرعة القلب بسبب انخفاض ضغط الدم وهو السبب الأكثر شيوعًا، ووُصِف منعكس بيزولد-ياريش في 10% من الحالات حيث تقل سرعة القلب بسبب انخفاض ضغط الدم. يسبب هبوط في ضغط الدم أو الصدمة (إما صدمة قلبية أو في توزيع الدم) الشعور بالدوار أو فقدان الوعي. ونادرًا ما يكون الانخفاض الشديد في ضغط الدم هو العلامة الوحيدة لفرط الحساسية.

### الصدمة الاستهدافية (التأقية)

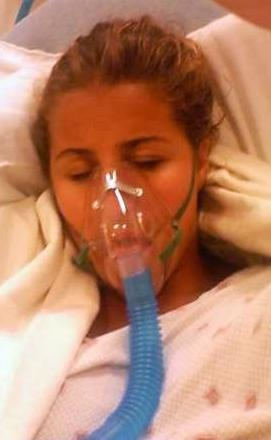
إمراة مصابة باستسقاء رئوي حادة عقب اصابتها ب صدمة استهدافية (تأقية)

هي أشد وأخطر أنواع حالات التأق وتنتج عن توسيع وعائي حاد ناتج عن فرط الحساسية مما يؤدي إلى نقص التروية في عدد من الأنسجة الحيوية كالقلب الدماغ والكلى وغيرها.

## فسيولوجيا المرض
إن التأق عبارة عن رد فعل مناعي شديد ناتج عن فرط حساسية الجسم لمادة معينة، تنشأ هذه الحساسية عقب تعرض الجسم لكمية قليلة ولكن كافية من المادة المؤرجة تجعل الجهاز المناعي في جسم الإنسان حساساً لوجودها حيث يكون الجسم غلوبينات مناعية مضادة لهذه المادة (و تكون من النوع E) ويظهرها على الخلايا البدينة البيضاء في الدم، وعند إعادة التعرض لأي جرعة من المادة المؤرجة يحدث رد فعل مناعي شديد نتيجة ارتباط جزيئات المادة المؤرجة بتلك الغلوبينات المناعية المستحدثة الأمر الذي يؤدي إلى إفراز الحويصلات من الخلايا البدينة وإطلاق مادة الهيستامين وغيرها من الوسائط التي تحدث عدة تأثيرات حيوية داخل جسم الإنسان، تتمثل هذه التأثيرات بالتوسع الوعائي الذي يؤدي بدوره إلى هبوط في ضغط الدم وبالتالي إلى نقص التروية في عدد من الأنسجة الحيوية كالدماغ والقلب والكلى وغيرها، كما أن التوسع الوعائي يساهم في فلترة مصل الدم خارج الأوعية الدموية؛ الأمر الذي يودي إلى زيادة كمية السائل الخلالي في انسجة الجلد (محدثا الوذمةالاحمرار والطفح الجلدي) وفي أنسجة الرئة (مسببا الاستسقاء الرئوي وما يصاحبه من اختلاطات). حدوث الاضطرابات التنفسية يتأثر أيضا بعمل مادة الهيستامين التي تؤدي إلى تضيق المجاري التنفسية.

## أعراض سريرية
أعراض التأق مرتبطة بعمل الغلوبينات المناعية E أو (IgE) التي تفوم بإطلاق مادة الهيستامين من الخلايا الصارية إلى الدم والأنسجة الحيوية في الجسم، من أهم وأكثر التأثيرات الملاحظة: الصدمة نتيجة الإنخفاض المفاجئ في ضغط الدم والضائقة التنفسية نتيجة تشنج الشعب الهوائية والزرقة والاستسقاء وطفح بثري حكاك وتوسع الأوعية الدموية وتضيق المجاري التنفسية. كما يلاحظ تأثير الهيستامين الانقباضي في جدران الجهاز الهضمي.
من الأعراض السريرية التي يمكن ملاحظتها في حالات التأق:
- الحكة.
- احمرار الجلد.
- الاحمرار الوجني.
- صعوبة التنفس.
- أزيز تنفسي.
- صعوبة البلع.
- زيادة إدرار البول.
- هبوط ضغط الدم.
- الإغماء.
- اقياء
- اسهال
- آلام البطن.
- استسقاء وعائي: وهو انتفاخ الوجه والشفتين والحلق والرقبة، يؤدي للاختناق إذا لم يتم علاجه.

عادة ما تظهر الأعراض السريرة مباشرة عقب التعرض للمادة المؤرجة. ولكن في بعض الأحيان يستغرق حدوثها نصف ساعة وقد سجلت حالات لم تظهر فيها الأعراض إلى بعد عدة ساعات من التعرض.
.

## العلاج
التأق هو حالة طبية شديدة الخطورة قد تؤدي للوفاة إذا لم يحدث تدخل علاجي سريع، أكثر مسببات الوفاة هي الاختناق نتيجة تضيق وانسداد المجاري التنفسية، وغالباً ما يحدث ذلك خلال دقائق من بدء الأعراض، أثناء وقف التنفس يمكن أن تتضرر الانسجة الحيوية نتيجة غياب الأوكسجين وعللى رأس الأنسجة المهددة الدماغ والأعصاب والقلب.
أهم اجراءات الإسعاف الأولي التي يجب اتخاذها هو البدء بإجراء الجزء التنفسي من إنعاش قلبي رئوي (CPR)، كما يجب ادخال عقار الأدرينالين (ابينفرين) عبر العضل أو الوريد بالسرعة القصوى. يحد عقار الالأدرينالين من تضيق المجرى التنفسي كما يحض القلب على الانقباض ومتابعة الدورة الدموية داخل الجسم. كثير من المرضى المشخصين أو المعروف بأنهم عرضة للتأق يحملون القلم الإبينفرين وهو عبارة عن حقنة بشكل قلم يغرسها المصاب في الجزء الأمامي من الفخذ فور بدء الأعراض أو أحيانا مباشرة بد التعرض للمادة المؤرجة المعروفة له.
من التأثيرات غير المحبذة للأدرينالين زيادة سرعة خفقان القلب ويمكن تخفيف حدوث ذلك عبر اللجوء إلى الحقن العضلية والابتعاد عن إعطاء العقار عبر الوريد.
كثير من المرضى المعروفين بفرط حساسيتهم يحملون معهم حقناً معبأة سلفاً بخليط من الابينفرين والديكساميثازون والديفينهايدرامين.

### العلاج داخل المستشفى
يبدأ العلاج داخل المستشفى بتأمين المجاري التنفسية ويتم ذلك عبر امداد المصاب بقناع الأوكسجين و/أو أنببة. في حالات التضيق الشديد في الحلق والمجاري التنفسية العليا قد يلجأ الأطباء إلى شق الغضروف الفتخي الدرقي لتجاوز مكان التضيق وتوصيل الهواء والأكسجين بشكل مباشر إلى القصبة الهوائية والرئتين.
يهدف العلاج السريري في المستشفى إلى عكس حالة فرط التحسس بالإضافة إلى تخفيف الأعراض. تستخدم عقارات مضادات الهيستامين كالديفينهايدرامين والكلورفينامين لوقف افراز الهيستامين وغالبا ما يلجأ الأطباء إلى استخدام الستيروئيدات مثل الديكساميثازون والهايدروكورتيزون للتخفيف من حدة الالتهاب، يتم إعطاء الستيروئيدات عبر الوريد في أغلب الحالات. يتم أيضا علاج هبوط ضغط الدم عبر أعطاء المصل عبر الوريد بالإضافة إلى الأدوية القابضة للأوعية الدموية، يساعد السالبيوتامول وعيره من الأدوية الموسعة للقصبات الهوائية في التخفيف من حدة انقباض المجاري التنفسية في الحالات الخفيفة التي لا تشكل تهديدا على حياة المصاب.

## إجراءات وقائية
أهم الأجراءات الوقائية التي يجب اتباعها هو:
1. الحد من التعرض للمواد التي قد تسبب هذا النوع من فرط التحسس.
2. مراعاة اجراءات السلامة في المستشفيات عند معالجة المريض بعقارات قد تؤدي إلى إحداث التأق.
3. توفير حقن الابينفرين للأشخاص المعرضين للإصابة بالتأق.
4. يتم في بعض الحالات إبطال الحساسية لبعض المواد المؤرجة وذلك عبر تعريض الجسم إلى جرعات صغيرة متكرر منها وزيادة الجرعات تدريجياً إلى أن يستطيع الجسم تقبل هذه المادة دون حدوث تحسس منها.

## تاريخ المرض
صاغ المصطلح الإنجليزي الذي يشير إلى هذا المرض (aphylaxis) تشارلز ريتشي في عام 1902 ثم تم تغييره لاحقًا إلى (anaphylaxis) والذي يعني الحساسية المفرطة لسهولة نطقه وتداوله. في تجاربه، حقن ريتشي كلبًا مع ذيفان شقائق البحر (الأكتينيا) في محاولة لحمايته. وعلى الرغم من أن الكلب لم يتأثر بالسم سابقاً، عندما تعرض لنفس الجرعة بعد ثلاثة أسابيع، تطور الأمر إلى الحساسية المفرطة. وبالتالي بدلاً من صناعة مصل للوقاية من المرض، أصبحت الاستجابات المميتة ناتجة عن جرعات سبق تحملها. لذا صاغ تشارلز مصطلحاً يشير إلى المرض الذي ليس له مصل وقاية. حصل بعد ذلك على جائزة نوبل في علم وظائف الأعضاء أو الطب عن عمله في علاج الحساسية المفرطة في عام 1913. كما تم وصف الظاهرة نفسها منذ العصور القديمة. يأتي المصطلح من الكلمات اليونانية ἀνά ، أو آنا، وتعني «ضد»، و φύλαξις ، أو فيلاكسيس، وتعني «الحماية».

## استمرار البحث
هناك جهود مستمرة لتطوير الإيبينيفرين تحت اللسان لعلاج الحساسية المفرطة. كما تتم الآن دراسة إمكانية الحقن تحت الجلد للأجسام المضادة كوسيلة لمنع التكرار، لكن لم يوصى به بعد.